# Jeff (Kentucky)
Jeff – jednostka osadnicza w Stanach Zjednoczonych, w stanie Kentucky, w hrabstwie Perry.